# Ambulance (virus máy tính)
Ambulance là tập tin nhiễm virus máy tính và nó không trở thành lưu trú bộ nhớ. Nó chỉ ảnh hưởng 1 tập tin.COM trong bất kỳ thư mục nào cho trước, nhưng sẽ không ảnh hưởng thư mục đầu tiên. Vì vậy cần phải có 2 file.COM trong 1 thư mục virus mới lây nhiễm.